# Impatiens peguana
Impatiens peguana är en balsaminväxtart som beskrevs av Joseph Dalton Hooker. Impatiens peguana ingår i släktet balsaminer, och familjen balsaminväxter. Inga underarter finns listade i Catalogue of Life.